# '98 도시와 영상
〈'98 도시와 영상 - 衣 食 住〉(Seoul in Media - Food, Clothing, Shelter)는 대한민국 정부수립 50주년 및 문화체육부 지정 '1998년 사진 영상의 해'를 맞아 서울시립미술관 서울600년기념관 (현재 서울시립미술관 경희궁분관)에서 열린 현대미술 전시회이다. 1996년부터 시작된 서울시의 기획전 '도시와 영상'의 세번째 전시로, 1998년 10월 16일부터 11월 4일까지 열렸다. 
성완경(추진위원장), 최병상, 박현기, 구본창, 홍순철, 이원곤, 육근병이 추진위원회를 구성하였으며, 이영철이 큐레이터로 초청되었다. 이영철은 도록에 실린 글에서 기획과 연출의 키워드로 "복잡성의 공간, 불연속성의 시간"을 꼽았다.
전시에는 4개 팀 및 55명 개인이 작가로 참여했다. 20대부터 60대까지 다양한 연령대의 작가들이 선정되었으며, 대부분 대한민국에서 활동하는 대한민국 국적의 작가들이었으나 다른 국적의 대한민국계 작가들도 포함되었고, 절반 이상이 무명 내지는 신예 작가였다. 전시공간 설계는 건축가 민선주가 맡았다. 당시 서울600년기념관은 천장 높이가 6~10m로 휘어진 돔형 공간으로, 그 안팎에 "작가들이 한 살림을 차릴 수 있도록" 내부 공간이 벌집같은 구조로 꾸며놓았다. 큐레이터 이영철 씨는 "그동안 거의 무시해 왔던 전시 연출에 대한 실험"이라고 밝혔다.
대행사가 전시 진행을 맡았던 이전 전시에 비해 전문 큐레이터가 감독하였다는 점, "전시공간으로서의 긴장감과 도시라는 맥락을 흥미롭게 잇는" 점에서는 호평을 받았다. 그러나 일각에서는 8000만 원이라는 부족한 예산과 짧은 준비기간, 그리고 시정홍보의 성격이 짙은 전시 주제로 인한 갈등 등이 문제점으로 지적되었다. 특히 개막 직전 김두섭씨의 작품이 길거리 광고전단을 소재로 삼았는데 시장 등 고위관리들의 방문을 이유로 미술관 측에 의해 철거되는 해프닝이 발생하여 비판을 받았다.
〈'98 도시와 영상 - 衣 食 主〉는 1998년 한겨레신문 선정 '올해의 주목할 만한 전시' 기획그룹전 부문에서 1위로 선정되었다.

## 같이 보기
- 서울시립미술관